# Sergueï Bykov
Pour les articles homonymes, voir Bykov.
Sergueï Vladimirovitch Bykov (en russe : Сергей Владимирович Быков) est un basketteur russe né le 26 février 1983 à Novodvinsk.

## Club
- 2000-2001 :  Spartak Moscou
- 2001-2004 :  Dynamo Moscou
- 2004-2005 :  Ouniversitet-Iougra Sourgout
- 2005-?? :  Dynamo Moscou

## Palmarès

### Championnat d'Europe
- Médaille d'or Championnat d'Europe 2007, Espagne